# ZooPhobia (webcómic)
ZooPhobia es un webcómic estadounidense publicado en 2012 y finalizado en 2016 creado por Vivienne Medrano, creadora de las series web Hazbin Hotel y Helluva Boss.

## Trama
Cameron una joven neurótica, es enviada a un santuario isleño llamado Safe Haven accidentalmente después de suplicar desesperadamente por un trabajo de consejera de salud mental. y ella descubre que no puede salir de la isla. En el trascurso del cómic ella trata de disminuir su miedo a los animales (zoofobia) en Safe Haven tratando de adaptarse al entorno donde está.

## Personajes
- Alastor, un ciervo demonio quién luego fue removido de ZooPhobia para más tarde ser colocado en Hazbin Hotel.
- Angel Dust, una araña demonio quién luego fue removido de ZooPhobia para más tarde ser colocado en Hazbin Hotel.
- Autumn, un ciervo que a menudo pelea con Rusty.
- Cameron "Cam" Walden, una mujer humana que vino a Safe Haven por accidente. Ella es zoofóbica, con su miedo a los animales, lo que dificulta integrarse en la sociedad de Safe Haven. Ella es la consejera de orientación en Zoo Phoenix Academy (ZPA).
- Damian, un demonio y el travieso hijo de Lucifer, que está asistiendo secretamente a la ZPA.
- Jack, primo de Damian, un supersticioso chacal maldito con mala suerte por la eternidad, a pesar de ser incapaz de morir. La mayoría de las personas lo evitan, temiendo que se lastimen por su mala suerte, pero tiene un pequeño grupo de amigos.
- JayJay ("JJ", "JiJi", "Blue Jay"), una chica hombre lobo amante de la fiesta.
- KayCee, un ser misterioso y todopoderoso que envía a Cameron a la ZPA.[5][6][7]
- Kayla, una canguro amante del teatro, estudiante en la ZPA, y la novia de Zill.[8]
- Lucifer, líder del inframundo y padre de Damian.
- Nightengale, un miembro del grupo de fiesta de hombres lobo de JayJay.
- Raven, un miembro del grupo de fiesta de hombres lobo de JayJay.
- Reuben ("Rusty"), un matón estereotípico y un perro.
- Robin, un miembro del grupo de fiesta de hombres lobo de JayJay.
- Spam, un zorro amante de la música.
- Vaggie Motha, una demonio que más tarde fue removida de ZooPhobia para ser colocada en Hazbin Hotel.[9]
- Vanexa, una gata púrpura pesimista.
- Zill, un animal de orígenes desconocidos. Zill es amable y amigable con muchos, incluido su mejor amigo, Jack. Está saliendo con Kayla.

## Lanzamiento
Aunque el cómic se lanzó originalmente en 2012, Medrano mencionó la creación de un webcómic en diciembre de 2010. El cómic hizo una pausa por un período indefinido en noviembre de 2016, supuestamente porque Medrano quería centrarse en desarrollar su arco inédito de Ángeles y demonios de ZooPhobia en una serie animada, que luego se convirtió en Hazbin Hotel. En abril de 2017, Medrano dijo que el cómic tendría un "reinicio completo", e insinuó lo mismo en una publicación de Tumblr de julio de 2018.

## Cortometrajes

### "The Son of 666"
El 7 de enero de 2013, Medrano anunció el desarrollo de una precuela de cortometraje animado para ZooPhobia como una tesis película por su tercer año en la Escuela de Artes Visuales, en la cual se muestra a un Damian más joven y a su padre Lucifer. Titulado "The Son of 666" ("El Hijo del 666"), y escrito, dirigido y animado por la propia Medrano, el cortometraje de dos minutos fue lanzado en su canal de YouTube el 15 de abril de 2013.

### "Bad Luck Jack"
El 30 de septiembre de 2020, Medrano lanzó un corto animado de 12 minutos en su canal de YouTube, titulado "Bad Luck Jack", el cual fue financiado por micromecenazgo de su Patreon. El corto presentaba varios personajes del webcómic y música de Gooseworx, Medrano dijo que el corto animado fue "muy especial" para ella. Sam Haft escribió dos canciones del corto, "Make a Start" y "The Curse", mientras que Parry Gripp escribió la canción "Monster Fighting Time". Bryson Baugus le dio vida al personaje de Jack, Joe Zieja a Zill, Reba Buhr a Kayla y Cristina Vee proporcionó la voz cantada de Kayla. El corto fue coescrito por Medrano y Amanda Heard.

## Video musical
El 30 de octubre de 2014, Medrano lanzó un video musical con "Die Young" de Kesha y Becky G, mostrando a la hombre lobo JayJay organizando una fiesta con otros personajes de ZooPhobia. En noviembre de 2019, la animación acumularía más de 50 millones de visitas. El vídeo fue retirado tras el lanzamiento del final de la temporada 1 de Helluva Boss "Queen Bee" (en el que Kesha aparece como Queen Bee-lzebub) debido a problemas de derechos de autor.

## Adaptación audiovisual
El 2 de marzo de 2016, Medrano anunció que ZooPhobia: The AudioVisual Adaptation estaba en desarrollo, adaptando el cómic existente e inédito como una serie web semianimada. Iba a ser musicalizada por Gooseworx, con la voz dirigida por Connor "Connorhea" Cheely y protagonizada por Whitesin como Cameron Walden y Megan "Inky" Youmans como KayCee. No se ha completado hasta 2024.

## Recepción
Larry Cruz de CBR comparó el viaje del protagonista, Cameron, con Jane Eyre de Charlotte Brontë. Cruz también elogió el estilo artístico de Medrano como "visualmente atractivo", calificándolo de poco convencional como una "caricatura de John Kricfalusi" y calificó la narración como "decente". También criticó la historia de Cameron superando su intenso miedo a los animales para ser "un poco apresurada", y dijo que los diseños de los personajes animales eran demasiado similares entre sí. Ahmar Wolf del Furry Times calificó el webcómic como único y agregó que "si crees que es bueno depende de tu gusto", elogió el estilo artístico y argumentó que la trama está "ahí fuera", lo que lo convierte en un cómic que "amarás u odiarás".
Dan Short de Animated Views diferenció el corto animado "Bad Luck Jack" de otros trabajos de Medrano, diciendo que es "equivalente a un programa de Disney Channel como High School Musical" porque es "sano, súper dócil, no contiene referencias sexuales", y no contiene malas palabras", lo que lo hace ideal para familias. Short también escribió que el corto es visualmente atractivo y podría servir como introducción para quienes no están familiarizados con la serie. Dijo que Kayla se destaca por su acento australiano y elogió el elenco de voces y los números musicales. Short concluyó calificando el corto como "perfectamente divertido".

## Premios
El corto animado "Bad Luck Jack" ganó un premio Ursa Major en la categoría "Mejor trabajo corto dramático" en 2020. Los premios Ursa Major se otorgan en el campo de las obras del furry fandom y son los principales premios en el campo del antropomorfismo. El corto también figura como "Trabajo corto dramático antropomórfico recomendado" en el sitio web del Premio Ursa Major.